# Pockau
Pockau est une ancienne commune de Saxe (Allemagne), située dans l'arrondissement des Monts-Métallifères, dans le district de Chemnitz qui fait partie de la ville de Pockau-Lengefeld depuis 2014.

## Géographie
Au nord de la commune se situe le barrage de Saidenbach.

## Municipalité

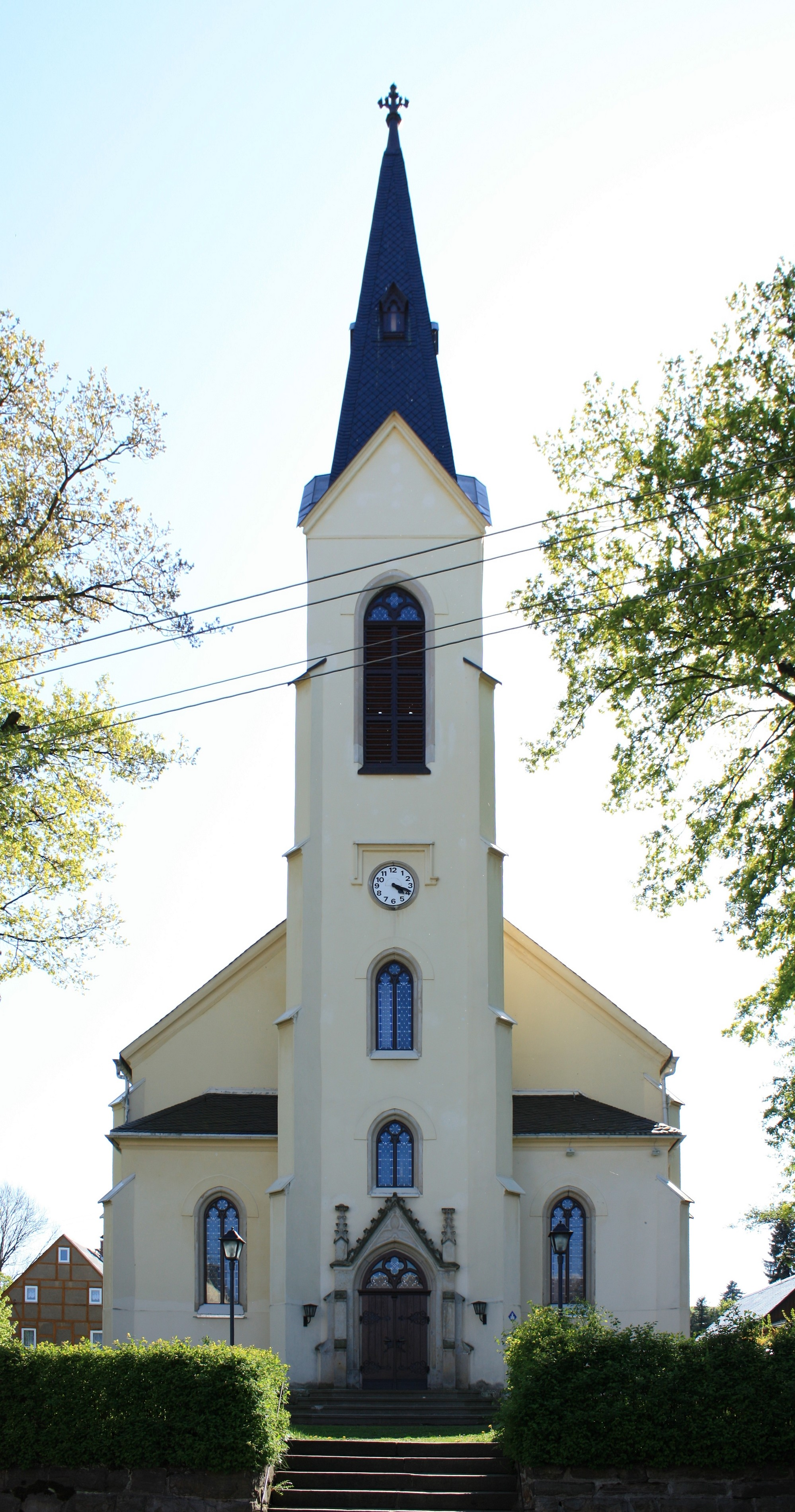
L'église de Pockau

La commune de Pockau est constituée des villages et localités de Forchheim, Görsdorf, Nennigmühle et Wernsdorf.

## Histoire
Le village a été mentionné dans un document officiel pour la première fois en 1365 sous le nom de "Packau". Il passe à la réforme protestante en 1539 et sa paroisse fait alors partie de celle de Lengefeld.